# Ingar Nielsen
Ingar H. Nielsen (* 29. August 1885 in Oslo; † 21. Januar 1963 ebenda) war ein norwegischer Segler.

## Erfolge
Ingar Nielsen, Mitglied des Kongelig Norsk Seilforening, wurde 1920 in Antwerpen bei den Olympischen Spielen in der 10-Meter-Klasse nach der International Rule von 1907 Olympiasieger. Er war Crewmitglied der Eleda, die als einziges Boot seiner Klasse teilnahm. Der Eleda, deren Crew außerdem aus Sigurd Holter, Gunnar Jamvold, Peter Jamvold, Claus Juell und Ole Sørensen und Skipper Erik Herseth bestand, genügte mangels Konkurrenz in zwei Wettfahrten jeweils das Erreichen des Ziels zum Gewinn der Goldmedaille.
Bei den Olympischen Spielen 1924 in Paris trat Nielsen in der 8-Meter-Klasse als Crewmitglied der Béra an. Bereits in der ersten Wettfahrt vor Le Havre gelang der Béra die Qualifikation für das Halbfinale, sodass der vierte Platz in der zweiten Wettfahrt nur statistischen Wert hatte. In der dritten Wettfahrt, die als erstes von zwei Halbfinalen gewertet wurde, kam die Béra ebenso als Erste ins Ziel wie auch bei der vierten Wettfahrt. Damit wurde Nielsen erneut Olympiasieger, wie auch Skipper Carl Ringvold senior und die übrigen Crewmitglieder Rick Bockelie, Harald Hagen und Ringvolds Sohn Carl Ringvold junior.